# Torre de Don Miguel
Torre de Don Miguel és un municipi de la província de Càceres, a la comunitat autònoma d'Extremadura (Espanya).